# Psammophilus
Psammophilus is een geslacht van hagedissen uit de familie agamen (Agamidae).

## Naam en indeling
De wetenschappelijke naam van de groep werd voor het eerst voorgesteld door Leopold Fitzinger in 1843. Er zijn twee soorten, beide hebben geen ondersoorten.

## Uiterlijke kenmerken
Mannetjes krijgen in de paartijd een zeer donkere tot zwarte kleur aan de bovenzijde en een rode kleur kop. Op de zijkant van de kop loopt een zwarte oogstreep.
De kop is relatief groot, er is geen keelzak aanwezig. De trommelvliezen zijn goed te zien. Juvenielen hebben gekielde schubben die vlakker worden naarmate de dieren ouder worden. Poriën aan de cloaca of onder de dijen ontbreken.

## Verspreiding en habitat
De soorten komen voor in delen van Azië en leven endemisch in India. De hagedis is aangetroffen in de deelgebieden Andhra Pradesh, Arcot, Bihar, Chhattisgarh, Gujarat, Karnataka, Kerala, Madhya Pradesh, Maharashtra, Malabar, Mysore, Nallamalas, Nilgiris, Odisha, Oost-Ghats, Travancore, Trivandrum en Tamil Nadu.
De habitat bestaat uit drogere tropische en subtropische bossen tot vochtige bergbossen en begroeide delen van laaglanden.

## Beschermingsstatus
Door de internationale natuurbeschermingsorganisatie IUCN is aan twee soorten een beschermingsstatus toegewezen. Beide soorten worden beschouwd als 'veilig' (Least Concern of LC).

## Soorten
Het geslacht omvat de volgende soorten, met de auteur en het verspreidingsgebied.
| Naam                      | Auteur          | Verspreidingsgebied |
| ------------------------- | --------------- | --- |
| Psammophilus blanfordanus | Stoliczka, 1871 | India (Andhra Pradesh, Bihar, Chhattisgarh, Gujarat, Kerala, Madhya Pradesh, Maharashtra, Odisha, Oost-Ghats, Tamil Nadu, Travancore, Trivandrum) |
| Psammophilus dorsalis     | Gray, 1831      | India (Malabar, Mysore, Nilgiris, Arcot, Nallamalas, Bihar, Odisha, Madhya Pradesh, Karnataka, Andhra Pradesh, Kerala, Tamil Nadu)                |

Acanthocercus ·
Acanthosaura ·
Agama ·
Amphibolurus ·
Aphaniotis ·
Bronchocela ·
Bufoniceps ·
Calotes ·
Ceratophora ·
Chelosania ·
Chlamydosaurus ·
Complicitus ·
Cophotis ·
Coryphophylax ·
Cristidorsa ·
Cryptagama ·
Ctenophorus ·
Dendragama ·
Diploderma ·
Diporiphora ·
Draco ·
Gonocephalus ·
Gowidon ·
Harpesaurus ·
Hydrosaurus ·
Hypsicalotes ·
Hypsilurus ·
Intellagama ·
Japalura ·
Laudakia ·
Leiolepis ·
Lophocalotes ·
Lophognathus ·
Lophosaurus ·
Lyriocephalus ·
Malayodracon ·
Mantheyus ·
Microauris ·
Moloch ·
Monilesaurus ·
Oriocalotes ·
Otocryptis ·
Paralaudakia ·
Phoxophrys ·
Phrynocephalus ·
Physignathus ·
Pogona ·
Psammophilus ·
Pseudocalotes ·
Pseudocophotis ·
Pseudotrapelus ·
Ptyctolaemus ·
Rankinia ·
Saara ·
Salea ·
Sarada ·
Sitana ·
Stellagama ·
Thaumatorhynchus ·
Trapelus ·
Tropicagama ·
Tympanocryptis ·
Uromastyx ·
Xenagama